# Phytomyza williamsoni
Phytomyza williamsoni är en tvåvingeart som beskrevs av Blanchard 1954. Phytomyza williamsoni ingår i släktet Phytomyza och familjen minerarflugor. Inga underarter finns listade i Catalogue of Life.